# Куликово (Шумихинский район)
Куликово — деревня в Шумихинском районе Курганской области. До преобразования в июле 2020 года муниципального района в муниципальный округ входила в состав Травянского сельсовета.

## История
До 1917 года входила в состав Шаламовской волости Челябинского уезда Оренбургской губернии. По данным на 1926 год состояла из 230 хозяйств. В административном отношении являлась центром Куликовского сельсовета Воскресенского района Челябинского округа Уральской области.

## Население
| 1989 | 2002 | 2010 |
| ---- | ---- | ---- |
| 169  | ↘139 | ↘101 |

По данным переписи 1926 года в деревне проживало 986 человек (448 мужчин и 538 женщин), в том числе: русские составляли 100 % населения.